# الفيصلية (الكرك)
الفيصلية منطقة تقع في لواء المزار الجنوبي، محافظة الكرك في الأردن. تنتمي المنطقة لقضاء مؤاب الذي يضم 6 مناطق. يقدر عدد سكانها بـ 3085 نسمة حسب إحصاء 2025.

## الوصلات الخارجية
- دائرة الاحصاءات العامة